# Pursaklar Voleybol İhtisas Gençlik ve Spor Kulübü
Il Pursaklar Voleybol İhtisas Gençlik ve Spor Kulübü è una società pallavolistica turca, con sede ad Ankara.

## Storia
Il Pursaklar Belediyesi Gençlik ve Spor Kulübü viene fondato nel 2005. Tre anni dopo approda in Voleybol 2. Ligi, cambiando denominazione in Pursaklar Voleybol İhtisas Gençlik ve Spor Kulübü e colori sociali dal giallo e blu al rosso, nero e bianco. 
Nel 2011 si fonde con l'Emlak-TOKİ e, oltre ad incorporarlo nella propria struttura societaria, da quest'ultimo ottiene i diritti di partecipazione alla Voleybol 1. Ligi, esordendovi quindi nella stagione 2011-12, chiusa in undicesima posizione e con una immediata retrocessione.
Negli anni seguenti sfiora in più occasioni il ritorno in massima serie. Poco prima dell'inizio del campionato 2020-21, a causa del ritiro del main sponsor Astor, annuncia il ritiro dal campionato di Voleybol 1. Ligi.

## Denominazioni precedenti
- 2005-2008: Pursaklar Belediyesi Gençlik ve Spor Kulübü